# Vänsterjuristerna
Vänsterjuristerna startades 2004 och är idag en organisation främst riktad till juridikstuderande med socialistiska värderingar. Vänsterjuristerna startades i Stockholm i början av 2004 och har bland annat skrivit boken Gatupolitikens lagar, utgiven av Federativs förlag. Organisationen är även till för att ge juridisk hjälp till personer inom bland annat flyktingamnestirörelsen och den övriga vänstern. 
Organisationen består av s.k. "lokalgrupper" belägna i Uppsala, Stockholm, Lund och Göteborg.
Eftersom lokalgrupperna är självstyrande beror inriktning, grad av organisatorisk platthet, möjlighet till medlemskap med mera på respektive lokalgrupp.